# Wartan Militosjan
Wartan Militosjan (armenisch Վարդան Միլիտոսյան; * 13. Juni 1950 in Leninakan; † 29. April 2015) war ein sowjetischer Gewichtheber armenischer Abstammung. Er gewann bei den Olympischen Spielen 1976 in Montreal die Silbermedaille im Mittelgewicht und wurde 1976 und 1978 Europameister im Mittelgewicht.

## Werdegang
Wartan Militosjan wuchs in Leninakan auf und begann dort als Jugendlicher mit dem Gewichtheben. Er war Mitglied von Spartak Leninakan. Der 1,70 m große Athlet startete zunächst im Leichtgewicht und ab 1973 im Mittelgewicht. Bei der enorm starken Konkurrenz in der damaligen Sowjetunion dauerte es bis 1975, bis er erstmals auch bei internationalen Veranstaltungen auf sich aufmerksam machen konnte.
1975 gewann er bei den sowjetischen Meisterschaften im Mittelgewicht mit 325 kg (140–185) mit dem 3. Platz hinter Walentin Michailow, 327,5 kg und Waleri Smirnow, 325 kg, erstmals eine Medaille. Im gleichen Jahr gewann er dann noch ein Turnier des sowjetischen Gewichtheber-Verbandes in Saporischschja im Mittelgewicht und steigerte sich dabei im Zweikampf auf 330 kg (145–185).
Im Jahre 1976 startete er erstmals bei einer internationalen Meisterschaft, der Europameisterschaft in Ost-Berlin. Er holte sich dort im Mittelgewicht mit 340 kg (150–190) den Titel vor dem Meißener Peter Wenzel, der 335 kg erzielte und Jordan Mitkow aus Bulgarien, 330 kg. Bei den Olympischen Spielen dieses Jahres in Montreal konnte er die in Ost-Berlin gezeigte Leistung nicht ganz wiederholen. Er erreichte nur 330 kg (145–185) und musste sich damit Jordan Mitkow, der 335 kg (145–190) erzielte geschlagen geben. Er gewann aber die Silbermedaille vor Peter Wenzel, der auf 327,5 kg (145–192,5) kam.
Im Jahre 1977 gewann Wartan Militosjan ein Turnier in Ost-Berlin mit 345 kg (150–195). Dabei waren die Leistung im Stoßen von 195 kg und die Zweikampfleistung von 345 kg jeweils neue Weltrekorde. Diese Leistungen wiederholte er sogar noch einmal im Jahre 1977 bei einem Turnier in Rjasan. Trotzdem wurde er bei der Welt- und Europameisterschaft dieses Jahres in Stuttgart nicht eingesetzt. Ihm wurde der 20-jährige Jurik Wardanjan, ein zufälligerweise ebenfalls aus Leninakan stammender Armenier, vorgezogen, der in Stuttgart mit 345 kg im Zweikampf Welt- und Europameister wurde.
Ab 1978 startete Jurik Wardanjan im Leichtschwergewicht und machte damit wieder den Weg für Wartan Militosjan im Mittelgewicht frei. Dieser nützte diese Chance und wurde in diesem Jahr zunächst in Havířov Europameister im Mittelgewicht mit 342,5 kg (147,5–195) vor Zamari Todorow aus Bulgarien, 330 kg: Bei der Weltmeisterschaft in Gettysburg musste er allerdings Roberto Urrutia aus Kuba den Vortritt lassen, der 347,5 kg erzielte. Militosjan erzielte in Gettysburg 337,5 kg (147,5–190) kg und wurde damit Vize-Weltmeister vor Peter Wenzel, der 335 kg erzielte.
Im Jahre 1979 kam Wartan Militosjan in eine Formkrise. Bei der sowjetischen Meisterschaft jenes Jahres kam er mit 332,5 kg (142,5–190) kg hinter Waleri Smirnow, 335 kg, auf den 2. Platz, wurde aber trotzdem bei der Europameisterschaft in Warna eingesetzt. Dort erzielte er nur 327,5 kg (142,5–185) und musste sich mit dem 6. Platz begnügen. Sieger wurden der nach einer längeren Pause wiedererstarkte Bulgare Jordan Mitkow, 345 kg vor seinem Landsmann Nedeltscho Kolew, 337,5 kg. Bei der Weltmeisterschaft des Jahres 1979 in Saloniki wurde er nicht mehr eingesetzt.
Wartan Militosjan trat Ende des Jahres 1979 zurück. Im Übrigen erhielt er schon bald einen Nachfolger aus der eigenen Familie. Sein 18 Jahre jüngerer Cousin Israjel Militosjan, der ebenfalls aus Leninakan stammte, wurde ebenfalls Gewichtheber und schaffte das, was Wartan Militosjan nicht geschafft hatte, nämlich Olympiasieger zu werden. Israjel Militosjan wurde es bei den Olympischen Spielen in Barcelona im Leichtgewicht.

## Internationale Erfolge
(OS = Olympische Spiele, WM = Weltmeisterschaft, EM = Europameisterschaft, Mi = Mittelgewicht, damals bis 75 kg Körpergewicht)
- 1975, 1. Platz, Turnier in Saporischschja, Mi, mit 330 kg (145–185), vor Walentin Michailow, UdSSR, 330 kg u. Peter Wenzel, DDR, 320 kg;
- 1976, 1. Platz, EM in Ost-Berlin, Mi, mit 340 kg (150–190), vor Peter Wenzel, 335 kg u. Jordan Mitkow, Bulgarien, 330 kg;
- 1976, Silbermedaille, OS in Montreal, Mi, mit 330 kg (145–185), hinter Jordan Mitkow, 335 kg u. vor Peter Wenzel, 327,5 kg;
- 1976, 2. Platz, Pokalturnier in Swerdlowsk, Mi, mit 335 kg (145–190) hinter Jurik Wardanjan, UdSSR, 342,5 kg (150–192,5) und vor Waleri Smirnow, UdSSR, 335 kg;
- 1977, 1. Platz, Großer Preis von Ost-Berlin, Mi, mit 345 kg (150–195) vor Wolfgang Hübner, DDR, 310 kg u. Lolew, Bulgarien, 305 kg;
- 1977, 1. Platz, Turnier in Rjasan, Mi, mit 345 kg, vor Logutow, UdSSR, 327,5 kg u. Waleri Smirnow, 325 kg;
- 1978, 1. Platz, Turnier der Freundschaft in Moskau, Mi, mit 332,5 kg (142,5–190), vor András Stark, Ungarn, 325 kg u. Echenique, Kuba, 317,5 kg;
- 1978, 1. Platz, EM in Havirov, Mi, mit 342,5 kg (147,5–190), vor Zamari Todorow, Bulgarien, 330 kg u. András Stark, 330 kg;
- 1978, 2. Platz, WM in Gettysburg, Mi, mit 337,5 kg (147,5–190), hinter Roberto Urrutia, Kuba, 347,5 kg u. Peter Wenzel, 335 kg;
- 1979, 6. Platz, EM in Warna, Mi, mit 327,5 kg (142,5–195); Sieger: Yordan Mitkow, 345 kg vor Nedeltscho Kolew, Bulgarien, 337,5 kg.

## Sowjetische Meisterschaften
- 1975, 3. Platz, Mi, mit 325 kg (140–185) hinter Walentin Michailow, 327,5 kg u. Waleri Smirnow, 325 kg;
- 1979, 2. Platz, Mi, mit 332,5 kg (142,5–190), hinter Waleri Smirnow, 335 kg u. vor Wassili Denisow, 332,5 kg.

## Weltrekorde
- 1976, Berlin, Zweikampf, 340 kg,
- 1976, Berlin, Stoßen, 191 kg,
- 1977, Berlin, Reißen, 150 kg,
- 1977, Berlin, Stoßen, 195 kg,
- 1977, Berlin, Zweikampf, 345 kg,
- 1977, Rjasan, Stoßen, 195,5 kg,
- 1978, Havirov, Stoßen, 196 kg.